# Guy Cudell
Guy Cudell (* 12. Februar 1917 in Woluwe-Saint-Pierre/Sint-Pieters-Woluwe; † 16. Mai 1999) war ein belgischer Politiker der Belgischen Arbeiterpartei beziehungsweise seit 1978 Parti Socialiste (PS), der unter anderem zwischen 1973 und 1974 Minister für Angelegenheiten für Brüssel sowie 1974 zusätzlich Minister für Entwicklungszusammenarbeit war.

## Leben

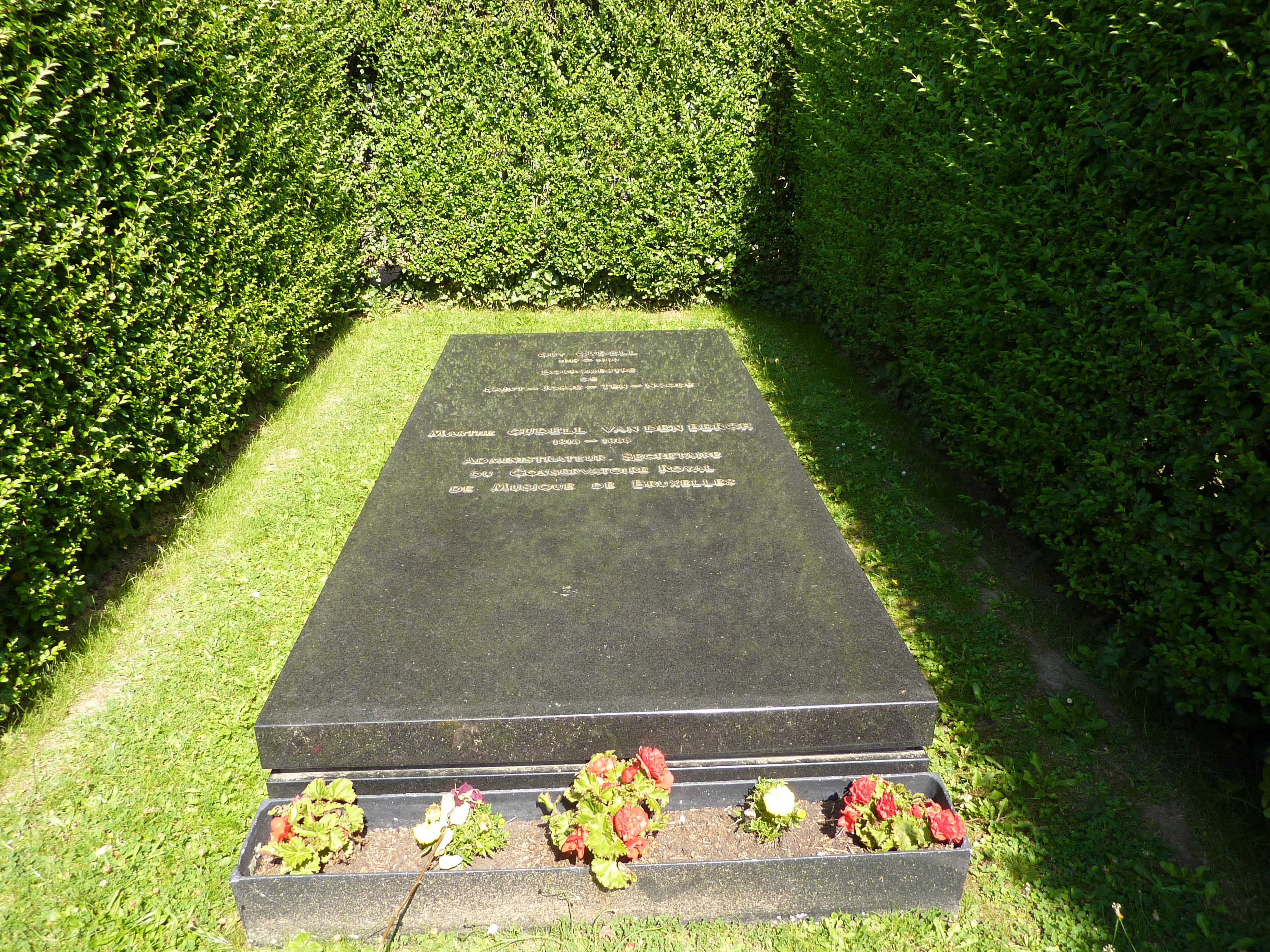
Grab von Guy Cudell auf dem Friedhof Saint-Josse-ten-Noode

Guy Cudell begann seine politische Laufbahn für die Belgische Arbeiterpartei in der Kommunalpolitik und wurde 1947 zum Mitglied des Gemeinderates von Saint-Josse-ten-Noode/Sint-Joost-ten-Node gewählt, dem er bis zu seinem Tode 1999 angehörte. Bereits kurz nach der Wahl wurde er zudem Beigeordneter und fungierte schließlich als Nachfolger von André Saint-Rémy von 1953 bis zu seinem Tode 1999 auch als Bürgermeister von Saint-Josse-ten-Noode/Sint-Joost-ten-Node, woraufhin Jean Demannez seine Nachfolge antrat. 1954 wurde er für die Arbeiterpartei erstmals zum Mitglied der Abgeordnetenkammer gewählt, der er bis 1977 angehörte.
Am 26. Januar 1973 übernahm Cudell in der ersten Regierung von Premierminister Edmond Leburton den Posten als  Minister für Angelegenheiten für Brüssel. In der darauf folgenden zweiten Regierung von Leburton war er im Anschluss vom 23. Oktober 1973 bis zum 19. Januar 1974 sowohl Minister für die Angelegenheiten von Brüssel als auch Minister für Entwicklungszusammenarbeit. 1977 wurde er Mitglied des Senats, dem er bis 1985 angehörte. In der ersten, zweiten und dritten Regierung von Premierminister Wilfried Martens bekleidete er vom 3. April 1979 bis zum  7. Oktober 1980 den Posten als Staatssekretär für die Region Brüssel.
Neben seiner Tätigkeit als Bürgermeister engagierte sich Guy Cudell zwischen 1992 und 1995 auch als Vorsitzender der Vereinigung der Städte und Gemeinden VBSG-UVCB in der Region Brüssel.
Für seine langjährigen Verdienste wurde Cudell mehrfach geehrt und erhielt unter anderem das Großkreuz des Orden Leopolds II. Er war des Weiteren Großoffizier des Leopoldorden und bekam ferner die Erinnerungsmedaille an den Krieg 1940–1945, die Medaille für Kriegsgefangene 1940–1945 sowie das Bürgerliche Kreuz Erster Klasse verliehen.

## Weblink
- Guy Cudell in ars-moriendi.be